# Inondations en Pologne
Pour plus de détails, voir Fiche technique et Distribution.
Inondations en Pologne (Powódź) est un court métrage polonais de Jerzy Bossak et Wacław Kaźmierczak.
Il a remporté le prix du meilleur documentaire au Festival de Cannes 1947.

## Fiche technique
- Titre : Inondations en Pologne
- Titre original : Powódz
- Réalisation : Jerzy Bossak et Wacław Kaźmierczak
- Photographie : Wladyslaw Forbert et Karol Szczecinski
- Société de production : P.P. Film Polski
- Pays :  Pologne
- Genre : Documentaire
- Dates de sortie : 
  -  France : mai 1947 (Festival de Cannes)